# Escallonia laevis
Escallonia laevis är en tvåhjärtbladig växtart som först beskrevs av Vell., och fick sitt nu gällande namn av Herman Otto Sleumer. Escallonia laevis ingår i släktet Escallonia och familjen Escalloniaceae. Inga underarter finns listade i Catalogue of Life.